# U traganju za izgubljenim vremenom
U traganju za izgubljenim vremenom ciklus je romana i životno djelo Marcela Prousta čiji se cjelokupni prijevod u Hrvatskoj pojavio 1965. godine u izdanju nakladnika "Zora". Radi se o najvažnijem francuskom romanu 20. stoljeća, a literatura o tom djelu je najopsežnija u francuskoj povijesti književnosti. To djelo je jedna od odrednica kretnji u razvoju modernog romana u cijelom svijetu.
Dijelovi ciklusa u izdanju nakladnika "Zora" su:
- Put k Swannu (Combray, Jedna Swannova ljubav, Zavičajna imena - ime)
- U sjeni procvalih djevojaka (Oko gospođe Swann, Zavičajna imena - zavičaj)
- Vojvotkinja de Guermantes
- Sodoma i Gomora
- Zatočenica
- Bjegunica
- Pronađeno vrijeme

## Kronološki niz izdanja
U knjizi [1] se nalazi kratka biografija Prousta (str. 10-12) iz koje se mogu citirati podaci o francuskim izdanjima romana: 
- 1913. Put k Swannu izlazi kod Grasseta, na račun autora, jer su svi izdavači, pa i Gallimard, odbili tiskati rukopis.
- 1914. Časopis Novuelle Revue Francaise tiska odlomke iz U sjeni procvalih djevojaka.
- 1918. Gallimard tiska U sjeni procvalih djevojaka i iste godine Proust dobiva Goncourtovu nagradu za to djelo.
- 1920. Izlazi prvi svezak Vojvotkinje de Guermantes.
- 1921. Izlazi drugi svezak Vojvotkinje de Guermantes i prvi svezak Sodome i Gomore.
- 1922. Izlazi drugi svezak Sodome i Gomore.
- 1923. Izlaze oba sveska Zatočenice.
- 1925. Izlazi Bjegunica.
- 1927. Izlazi Pronađeno vrijeme.

## Sažetak
Iz strukturalne lektire u [1] može se napraviti parafraza sažetka romana U traganju za izgubljenim vremenom.
Početak romana je sjećanje protagonista na dječačke praznike u mjestu Combray, u kući tetke Leonie, koje je provodio s roditeljima. Sada tridesetogodišnjak, provodi veći dio noći u obnavljanju uspomena, sjećanje na koje postaje intenzivno kada podaci s osjetila ožive davno minule doživljaje. Čitatelj tako upoznaje članove obitelji - majku, baku, oca, bolesnu tetku Leonie, energičnu sluškinju Francoise i zanimljivog susjeda Swanna. Saznajemo da Combray ima dva puta za šetnju u okolicu, na jednoj strani je Swann sa ženom Odette i kćerkom Gilberte, dok je druga strana u znaku stare aristokratske obitelji de Guermantes. Dječak se divi književniku Bergotteu i želi postati piscem, ali misli da nema dara za pisanje.
Drugi svezak romana Jedna Swannova ljubav posvećen je Swannu. Protagonist ovdje ne sudjeluje u događajima, nego prenosi priče koje je čuo u obitelji i kasnije od samog Swanna. U prvom planu nalazi se obitelj Verdurin, koja prezire aristokraciju i okuplja u svom salonu odabrane prijatelje. To su: liječnik Cottard, profesor Brichot, jedan nepoznati slikar, jedan glazbenik i mnogi drugi, te bivša glumica Odette. Ona uvodi Swanna u to društvo koje ga ubrzo odbacuje. Swann očajava zbog ljubomore prema Odette i počinje kritički promatrati spomenuto društvo.
Zavičajna imena - ime ima u središtu zbivanja protagonista (kao i svi ostali dijelovi kasnije). Nekoliko godina je prošlo i dječak u Parizu susreće Gilbertu u koju se zaljubljuje. Viđa je svakodnevno sve dok se ti susreti ne počinju prekidati. Dječak živi u očekivanju njena povratka.
U sjeni procvalih djevojaka sadrži promjene u likovima: doktor Cottard je postao uvaženi profesor, diplomat Norpois, koji ima utjecaj na oca protagonista, odobrava dječakovo zanimanje za književnost, Gilberte se vraća i dječak je smije posjećivati, jer se sprijateljio s njenim roditeljima i upoznao književnika Bergottea, kojemu se oduvijek divio. To, međutim, ne traje dugo - Gilberte ne uzvraća njegovu ljubav i on odluči da je više ne posjećuje. Nekoliko godina prolazi i protagonist boravi u Balbecu. Tu upoznaje gospođu de Villeparisis, rođakinju Guermantesovih, Roberta de Saint-Loupa, mladog plemića koji mu uskoro postaje prijateljem, baruna Charlusa, te nekoliko djevojaka, jedna od njih - Albertine - postat će njegovom ljubavlju.
U Vojvotkinji de Guermantes protagonist i njegova obitelj se sele u novi stan, u sklopu palače de Guermantesovih u Parizu. On se divi članovima visokog društva i napokon upoznaje vojvotkinju de Guermantes i njegovo zanimanje za nju postaje nalik ljubavi. Baka umire, ali protagonist ne shvaća veličinu tog gubitka. Obnavlja prijateljstvo s Albertine i u jednom trenutku bude razočaran banalnošću uspjeha u visokom društvu.
U Sodomi i Gomori protagonist do kraja razotkriva ravnodušnost i okrutnost aristokracije i spoznaje prazninu koju je ostavila smrt bake. Njegova veza s Albertine se obnavlja, no on sumnja da Albertine voli djevojke.
Zatočenica je prikaz života s Albertine. Ljubav je jednostrana, ali protagonist nema snage prekinuti taj odnos. Bergotte i Swann umiru, a on nakon svađe s Albertine primjećuje jedno jutro da je ona nestala.
U Bjegunici protagonist saznaje da je Albertine nesretnim slučajem poginula i on u svom duhu obnavlja njihove susrete i život. Malo po malo on je ipak zaboravlja. S majkom odlazi na put u Veneciju, gdje se opet pojavljuju poznata lica iz Combraya i Pariza.
Nakon mnogo godina provedenih u bolnici protagonist se ponovno vraća u Pariz i susreće lica iz svoje mladosti, sada promijenjena. Postane svjestan proteklog vremena i odlučuje da će knjiga koju će napisati biti "veliko groblje" i "sav njegov protekli život". Tako završava Pronađeno vrijeme.

## Vanjske poveznice
- Hrvatska enciklopedija u svojoj natuknici o Marcelu Proustu sadrži paragraf o ovome romanu.

- Stranica Open Library sadrži tekstove originalnih izdanja romana.